# Разделённые вместе
«Разделённые вместе» (англ. Splitting Up Together) — американский комедийный телесериал, премьера которого состоялась на телеканале ABC 27 марта 2018 года. Шоу основано на датской драмеди Bedre skilt end aldrig.
11 мая 2018 года ABC продлил сериал на второй сезон.
10 мая 2019 года канал ABC закрыл сериал после двух сезонов.

## Сюжет
Телесериал рассказывает о бывших супругах Лине (Дженна Фишер) и Мартине (Оливер Хадсон), которые после развода остаются жить в общем доме с детьми.

## В ролях
- Дженна Фишер — Лина
- Оливер Хадсон — Мартин
- Бобби Ли — Артур
- Дайан Фарр — Майя
- Линдсей Прайс — Камилла
- Оливия Кевилл — Мэй
- Ван Кросби — Мэйсон
- Сандер Томас — Майло

## Отзывы критиков
На сайте-агрегаторе Rotten Tomatoes сериал держит 38% «свежести» на основании 21 отзыва со средним рейтингом 5,71/10. На Metacritic сериал получил 54 балла из ста на основании 9 «смешанных и средних» рецензий.